# 大迫たつ子
大迫たつ子（おおさこ たつこ、1952年1月8日 - ）は日本の女子プロゴルファー。有馬CC所属。宮崎県西諸県郡高原町出身。血液型O型。JLPGAの永久シード権を保持している。

## 来歴
中学卒業後、キャディーとして宝塚ゴルフ倶楽部に入社。1971年、19歳の時にプロテストに合格し、翌年の1972年には賞金ランキングで20位に入った。
1975年に初優勝、1977年は樋口久子の10連覇を阻止して初めての賞金女王に輝いた。1980年も樋口久子の3連覇を阻止して2度目の賞金女王に輝き、1987年は涂阿玉の6連覇を阻止して3度目の賞金女王に輝いた。1972年の日本女子プロ選手権から1985年の東鳩レディスまでの278試合を連続予選通過した。
1988年まで常に賞金ランキングの上位争いに加わり、日本女子ツアーにおいて、通算45勝を挙げた。1994年に42歳で引退を表明。2015年、日本プロゴルフ殿堂入りした。